# Neverovatni Moris i njegovi školovani glodari
„Neverovatni Moris i njegovi školovani glodari” (енгл. The Amazing Maurice and his Educated Rodents) dečji je roman britanskog književnika Terija Pračeta objavljen 2001. U pitanju je 28. roman iz serijala o Disksvetu, ali prvi koji je napisan za decu. Zaplet se zasniva na reinterpretaciji nemačke bajke „Čarobna frula”. i dat je u obliku parodije žanrovskih konvencija bajke.
Pračet je za roman osvojio anualnu Karnegi medalju od britanskih bibliotekara za najbolju dečju knjigu objavljenu u Ujedinjenom Kraljevstvu. To je njegova prva velika nagrada.
Knjiga je na srpski jezik prevedena i objavljena u izdavačkoj kući Laguna.

## Ideje i teme
Sva imena pacova potiču iz reči koje su videli na konzervama pre nego što su znali šta te reči znače.

## Spoljašnje veze
- Zvanični sajt Terija Pračeta
- Terry Pratchett на сајту  (језик: енглески)(енглески)